# 吉村由美
吉村由美（日语：／ Yoshimura Yumi，1975年1月30日—），日本女歌手。出身於大阪府寢屋川市。身高161cm。A型血。在北美英文暱名「Sue（蘇珊（Susan）的縮寫）」。流行組合「帕妃」成員。

## 概要
吉村由美在SONY舉辦的試鏡中被發掘，並計劃以個人身份首次亮相（當時的錄音後來以solosolo的形式發行），但她遇到了大貫亞美美並組建了帕妃，並於1996年5月首次亮相。次年1997年，她首次以個人身分亮相。即使她的搭檔亞美因為結婚生子而暫時中斷活動的期間，也依然在電視、電影方面充滿活力地活動，並長年擔任富士電視台的直播節目《FACTORY》的主持人。
作為帕妃的位置在左邊。

## 人物
中學時期身為田徑社隊員，在寢屋川市大會上獲得跳遠冠軍。她的運動能力很強，出道前曾在體育館打工，也做過鋼筋工。她擅長打乒乓球。然而，她並不擅長跳舞，儘管她和她的搭檔在出道前進行了強化訓練，但她們還是無法記住舞蹈。
由於個性害羞，她很難向初次見面的人敞開心扉，而且由於她過去的不良行為和關西口音，人們都害怕她，但實際上她很敏感、天真，而且有點M。另一方面，她經常出去喝酒，有很多酒友，其中包括大宮繪里。
以前是個吸煙者，現在已經戒菸。
她的右腳踝上有一隻貓的刺青，脖子上有一尊三葉草的刺青，左手腕上有一顆星星的刺青。
她經常改變髮型和髮色，並且經常接髮。
她和她的搭檔一樣是個漫畫迷，出現在各種漫畫的封面和結尾。她還在部落格上自稱是遊戲玩家，玩各種RPG。

## 來歷
- 1975年1月30日出生於寢屋川市，是家中的第二個孩子。
- 1979年，進入寢屋川市立中央幼兒園。
- 1981年，進入寢屋川市立中央小學（日语：寝屋川市立中央小学校）就讀。
- 1987年，進入寢屋川市立第一中學（日语：寝屋川市立第一中学校）就讀。加入田徑社。2年級時父親去世。
- 1990年4月，進入私立東洋家政高等專科學校（日语：東洋学園高等専修学校）就讀。1個月後退學。
- 1992年，她在SONY主辦的「來試鏡一下」獲得準大獎。
- 1996年5月，以帕妃為名出道，12月4日與他人騎自行車時發生意外，導致左脛骨骨頭撕脫性骨折，花了6週才完全癒合。
- 1997年，以個人單曲《V.A.C.A.T.I.O.N.（日语：V.A.C.A.T.I.O.N.）》出道。
- 1999年4月2日，與西川貴教結婚。
- 2002年，她出演SUNTORY的廣告。7月1日，她與西川離婚。
- 2003年4月，成為富士電視台《堂本兄弟》的常駐嘉賓。11月，成為富士電視台721《FACTORY》的常駐嘉賓。
- 2004年5月，演出電影《男人與流浪狗（日语：犬と歩けば チロリとタムラ）》飾演主角的妹妹。
- 2005年，演出電影《鄰人13號（日语：隣人13号）》飾演赤井望美。
- 2006年3月，從富士電視台《新堂本兄弟》的常規嘉賓中畢業。
- 2009年2月，演出電影《天堂之門（日语：ヘブンズ・ドア (2009年の映画)）》飾演店員。
- 2010年1月2日，她在官方網站宣布已於2009年12月31日與認識七年的29歲朋友（圈外人士）再婚。
- 2012年8月1日，長男出生。
- 2013年12月31日，她在官方網站宣布與圈外人士離婚。

## 逸事
她從小就非常害羞，因為經常自己跳橡皮繩，不得不接受腸脫垂手術。她還說，小學5年級時，她因腹痛去醫院，被診斷出闌尾炎，立即接受了手術，但麻醉效果不太好，手術是在她昏迷不醒的情況下進行的。
她與大她兩歲的姊姊關係很好，她的伴侶稱她們為「美麗的姊妹」。
出道後不久，有週刊曾刊登了她與相川七瀨在電視台走廊上打架的文章，但兩人關係很親密，她經常去相川的家裡玩。她收養了在相川家裡出生的一隻金吉拉貓小貓，名字叫「Janken」，並自稱是一名愛貓人士。她現在也還養了一隻狗。
2003年，她隻身前往洛杉磯學習了兩個月的英語。
2005年，她與洛麗塔18號和NEW ROTE'KA的成員組成了樂團「C Quick Attacker”」，她在樂團中擔任主唱並不定期地進行現場表演。
她和YUKI、藤井隆是好朋友，經常在電視節目中談論彼此的經歷。她和相川七瀬是最好的朋友。此外，由於他長期擔任《FACTORY》主持人，她喜歡聽日本搖滾樂團，並公開表示自己是Flower Companyz和齊藤和義的忠實粉絲。

## 演出

### 廣告
- SUNTORY 
  - （2002年） 飾演母親（與八智人、三浦透子共演）
  - （2002年）
  - （2002年）
- 大發「Move Latte（日语：ダイハツ・ムーヴラテ）」
  - （2005年） 與大貫亞美共演
  - （2005年） 與大貫亞美、小川庄司共演
  - （2006年） 與大貫亞美共演

當初只有大貫亞美演出，所以是在系列第6彈（COOL追加）開始一起演出。
- UNIQLO「心齋橋店開幕」（2010年9月—）

關於帕妃的演出，請參閱「帕妃」

## 音樂作品
- 單曲「V.A.C.A.T.I.O.N.（日语：V.A.C.A.T.I.O.N.）」（1997年）
- 專輯「solosolo」（1997年）

## 譯書
- 維斯摩叔叔的新破車（1999年）

## 外部連結
- PUFFY （日語）—帕妃的官方網站。
- 吉村由美的X（前Twitter） （日語）